# Uncobotyodes
Uncobotyodes és un gènere d'arnes de la família Crambidae. Conté només una espècie, Uncobotyodes patulalis, que es troba a l'Índia (Darjeeling).